# Szent Emerencia

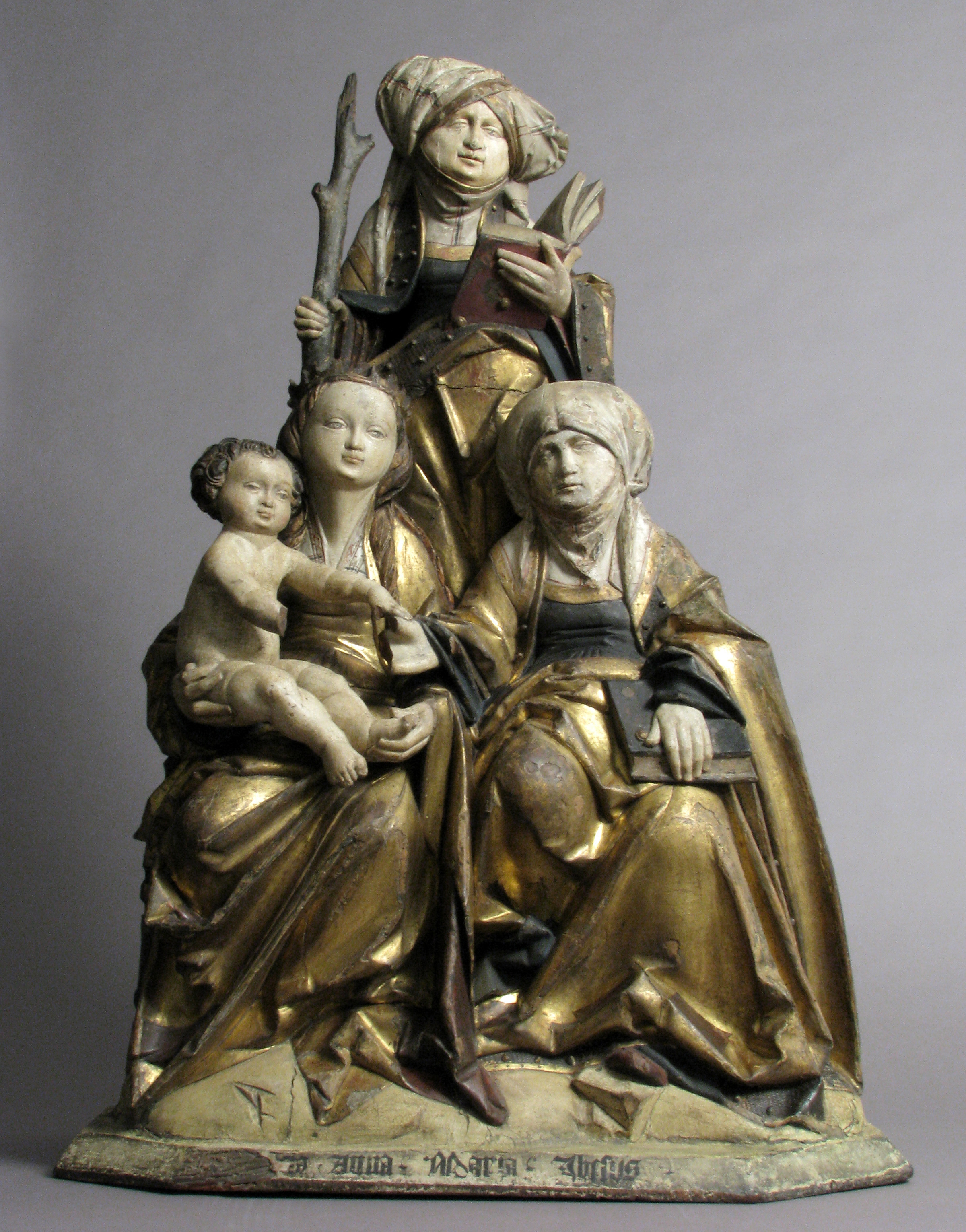
Emerencia (hátul) a Szent Család ábrázolásán

Szent Emerencia a hagyomány szerint Szent Anna anyja, vagyis Szűz Mária anyai nagyanyja és Jézus dédnagyanyja.
Alakja csak a késő középkorban jelent meg. Nem ír róla sem az Újszövetség, sem Jakab protoevangéliuma, sem egyéb apokrif irat. Legelső említése a 15. században élt Petrus Dorlandus karthauzi szerzetes Vita gloriosissime matris Anne művében található. Egy másik említés Johann Eck 16. századi német teológustól származik. Emmerich Anna Katalinnak többször jelent meg látomásaiban.
Főleg a karmelita rend volt a tisztelője. A Szent Család ábrázolásain általában idős asszonyként jelenik meg. Ünnepnapja január 23-án van.